# MVC (canal de televisión)
MVC o Mi Viña Channel es un canal de televisión abierta hondureño de índole evangélica. Fue lanzado en noviembre de 2009, emite desde Tegucigalpa y posee programación orientada a la formación de valores morales y espirituales. Está disponible en el satélite Satmex 5y actualmente en Facebook Live y YouTube. La actual propietaria y presidenta es Maria Elena de Barahona quien también es la Pastora Principal del Ministerio Mi Viña y Presidenta del Ministerio Mujer a Mujer.